# Animosity
Animosity es una banda de Deathcore originaria de San Francisco, California. Su álbum debut lo lanzaron en el 2003, con el nombre de Shut It Down bajo Tribunal Records mientras los integrantes tenían entre 16 y 17 años. En el 2005, lanzaron su segundo disco, llamado Empires bajo Metal Blade Records y Black Market Activities, además estuvieron en tour junto a Origin y Malevolent Creation. Su nuevo Álbum, Animal, fue producido por Kurt Ballou de Converge y lanzado el 2 de octubre de 2007.

## Giras
Animosity ha salido en giras con bandas tales como Ed Gein, The Number Twelve Looks Like You, Unearth, Bleeding Through, Terror, Through the Eyes of the Dead, As Blood Runs Black, Beneath the Massacre, y The Faceless. Al final del 2007, estuvieron en tour junto a Between The Buried And Me, The End, y HORSE The Band.
Han hecho giras en Europa junto a Converge y una banda Belga de Hardcore / Punk llamada Rise and Fall.

## Miembros
- Leo Miller - Vocalista
- Frank Costa - Guitarra
- Chase Fraser - Guitarra
- Evan Brewer - Bajo
- Navene Koperweis - Batería

## Miembros Pasados
- Nick Lazaro - Guitarra
- Sean Koperweis - Bajo
- Dan Kenny - Bajo

## Discografía
- Hellraiser Demo - 2001
- Shut It Down - 2003
- Empires - 2005
- Animal - 2007